# Schneefernerkopf
Der Schneefernerkopf ist ein 2875 m ü. NHN hoher Gipfel im Zugspitzmassiv. Er liegt am westlichen Ende des Wettersteingebirges in den Alpen auf der Grenze zwischen Bayern und Tirol bzw. Deutschland und Österreich. Besonders von Ehrwald aus gesehen erscheint er als dominierender Berg des Wettersteins.

## Abgrenzung zur Zugspitze
Ob der Schneefernerkopf nach der Zugspitze als „zweithöchster Berg Deutschlands“ betrachtet werden kann, hängt stark von der Definition des Begriffes Berg ab. Wegen seiner Nähe zur Zugspitze (Dominanz 1,7 km) ist es fraglich, ob er als eigenständiger Berg gezählt werden kann, oder nur als Nebengipfel der Zugspitze. Seine Schartenhöhe beträgt immerhin 176 m. Wertet man ihn nicht als eigenständigen Berg, dann fällt der zweite Rang unter Deutschlands höchsten Bergen dem Hochwanner (2746 m) zu, welcher vom Zugspitzmassiv durch Reintal, Gatterl und Feldernjöchl deutlich getrennt ist. Dritthöchster Berg ist mit 2713 m der Watzmann in den Berchtesgadener Alpen.

## Stützpunkt und leichteste Besteigung
Der Schneefernerkopf wird in der leichtesten Variante vom Zugspitzplatt aus bestiegen. Der Weg führt über die Reste des Schneeferners oder an ihm vorbei zur Schneefernerscharte. Hier befindet sich das „Windloch“, eine Verwitterungsformation mit Tiefblick nach Ehrwald. Zum Gipfel geht es über die Nordschulter (Kreuz) auf Stufen und über einen mit Drahtseilen versicherten Steig, der den Anlagen des 2003 geschlossenen, aber nicht abgebauten Schneefernerkopf-Lifts folgt. Die gesamte Gehzeit beträgt knapp eine Stunde, Trittsicherheit und Schwindelfreiheit sind unbedingt erforderlich.
Als Abschluss einer Skitour führt vom Schneefernerkopf eine äußerst anspruchsvolle  Skiabfahrt, die Neue Welt, über fast 2000 Höhenmeter nach Ehrwald. Sie ist sehr exponiert, bis 45 Grad steil und enthält eine Abseilstelle, die im Aufstieg mit UIAA III bewertet wird.

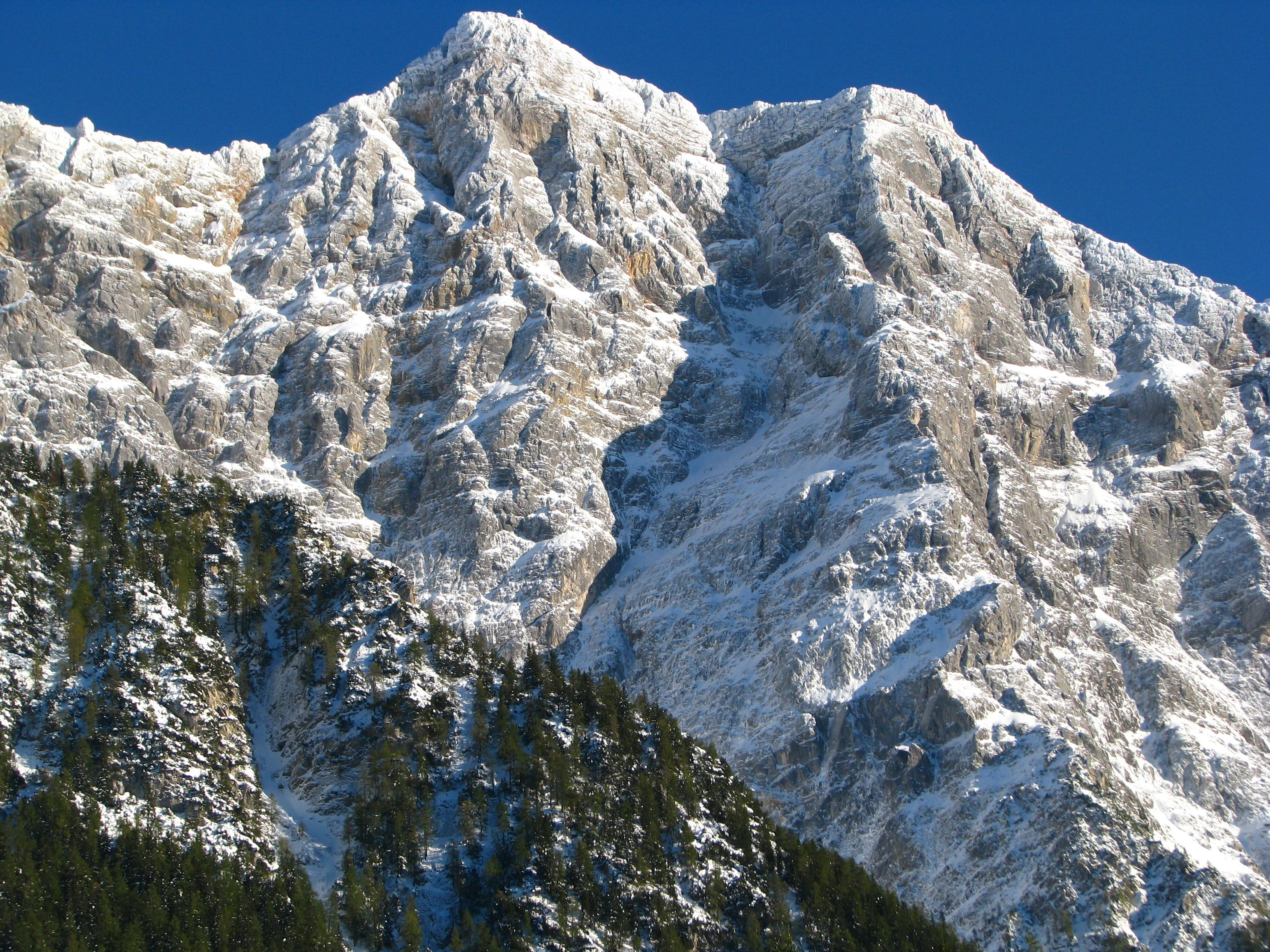
Die Schneefernerkopf-Nordschulter von Nordwesten gesehen
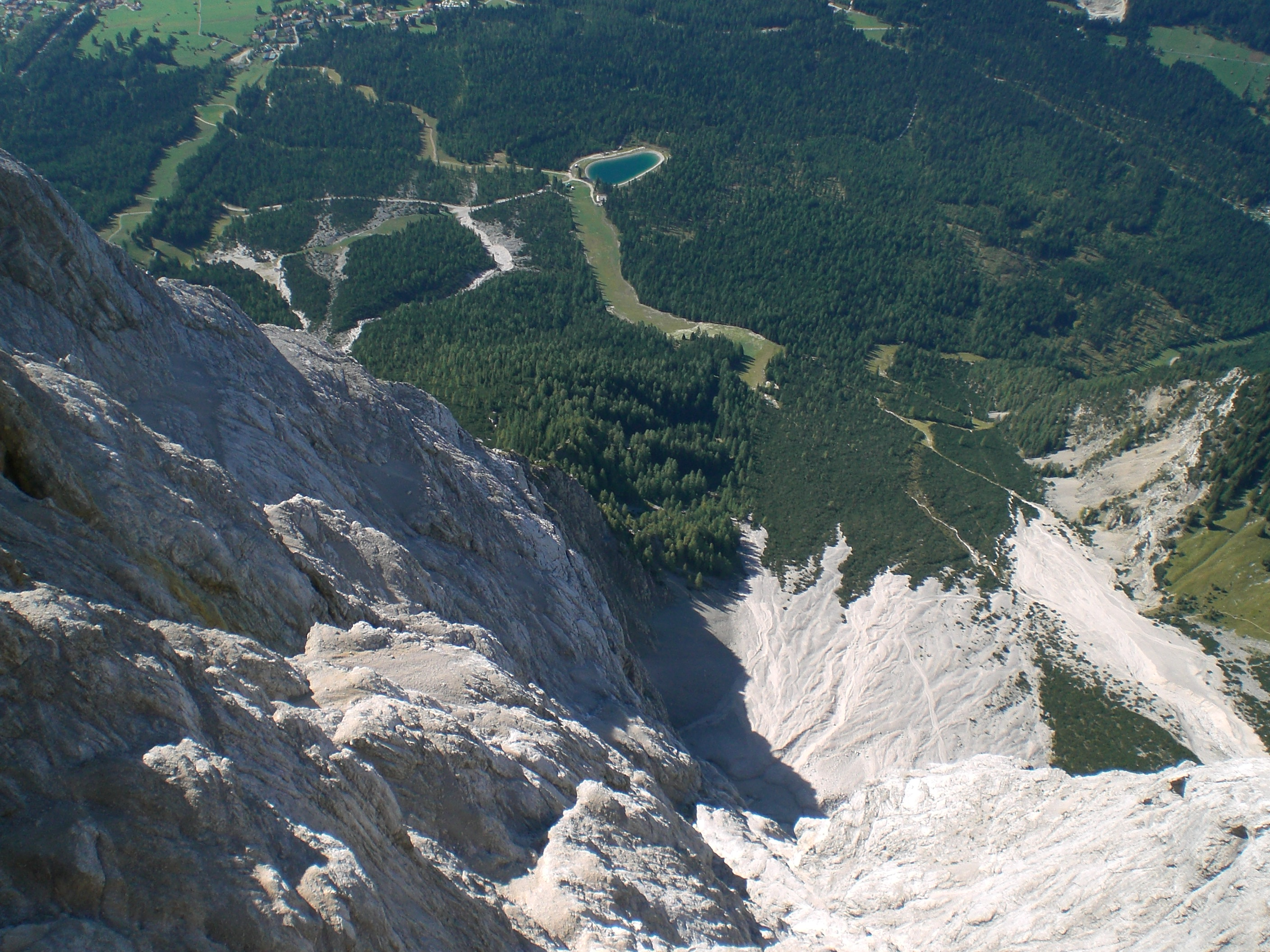
Tiefblick von der Schneefernerscharte nach Ehrwald
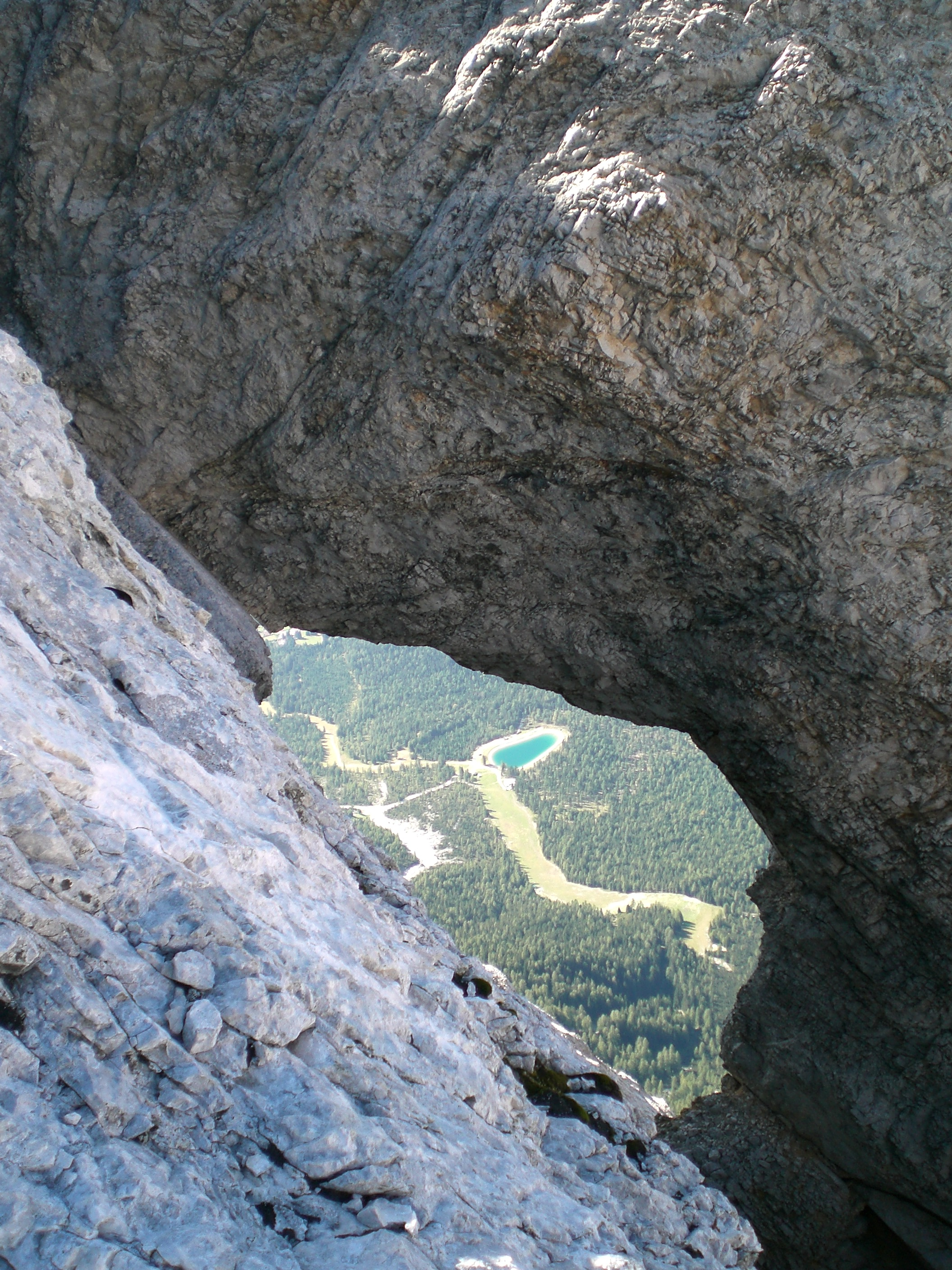
„Windloch“ an der Schneefernerscharte
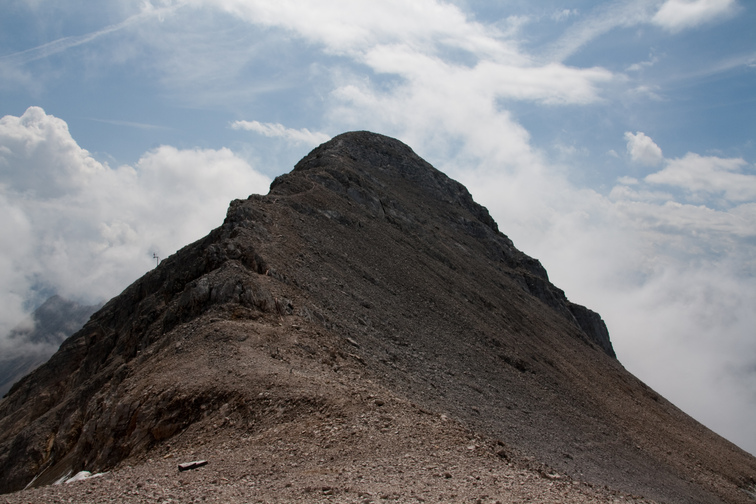
Der Gipfelbereich des Schneefernerkopfs von der Nordschulter
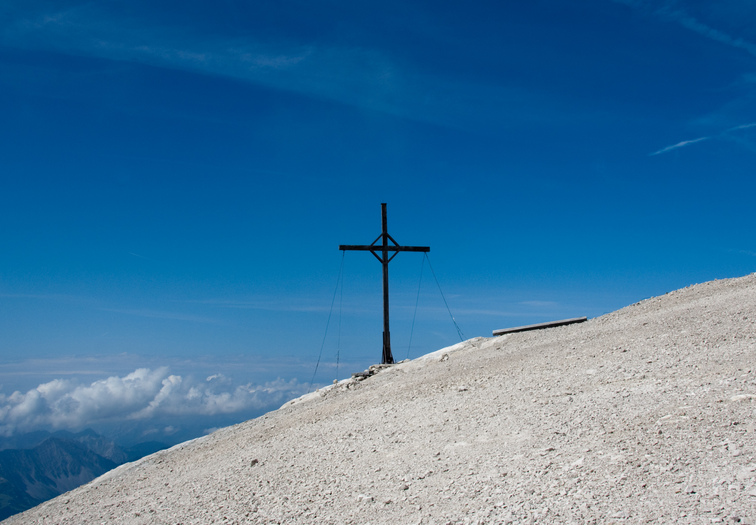
Kreuz auf der Nordschulter des Schneefernerkopfs
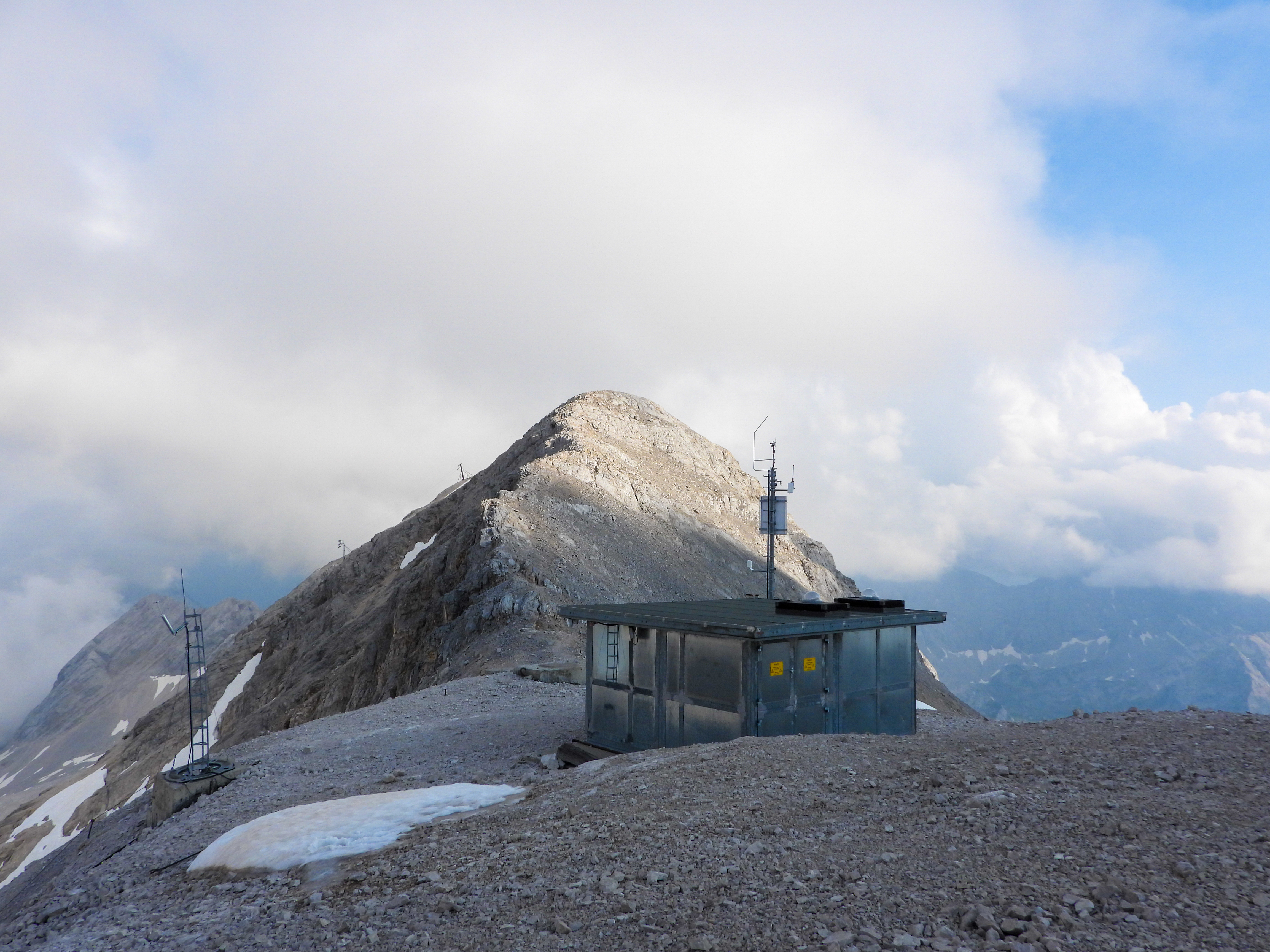
Wetterstation beim Kreuz rund 250 Meter nördlich des Gipfels